# Anne Charrier
Anne Charrier (Ruffec (Charente), 16 maart 1974) is een Franse actrice. Ze speelde in diverse theaterproducties, films en series, waaronder Paid, Maison Close en The Walking Dead: Daryl Dixon.

## Theater
- 1999: Twelfth Night
- 2002: The Liar
- 2005: Le Manège
- 2006: Début de fin de soirée
- 2011: Au moment de la nuit
- 2011: Le Pain de Ménage
- 2012: Volpone
- 2014: Chambre froide

## Filmografie

### Film
- 2000: Éléanne K, als Guillaume Moreels
- 2000: Argent content, als vrouw
- 2006: Paid, als Paula
- 2008: The Last Deadly Mission, als dierenarts
- 2009: Une semaine sur deux (et la moitié des vacances scolaires), als Clara
- 2011: L'art de séduire, als bloemist
- 2011: R.I.F., als Sandra Giuliani
- 2012: Mes héros, als Stéphanie
- 2012: La stratégie de la poussette, als Lorraine
- 2013: Le jour attendra, als Sarah
- 2015: On voulait tout casser, als Hélène
- 2015: The Proposal, als Emma
- 2016: Marseille, als Valérie
- 2019: Persona non grata, als Ella Montero
- 2020: L'aventure des Marguertie, als Isabelle
- 2020: Parents d'élèves, als Elise Canova
- 2021: Le temps des secrets, als tante Rose
- 2022: L'astronaute, als Eva Veredia
- 2023: L'enchanteur, als Gisèle Halimi
- 2024: Heureux gagnants, als La banguière
- 2024: Neuilly-Poissy, als psycholoog
- 2024: Mort d'un acteur, als Bené
- 2025: Natacha (presque) hôtesse de l'air, als Madeleine Malo

### Televisie
- 2002: H, als Jessica
- 2002: Âge sensible, als Delphine Pagès
- 2002, 2004: Avocats & associés, als advocaat
- 2003: Le prix de l'honneur, als Sophie Larrieu
- 2004: Paul Sauvage, als Sam
- 2004: Central nuit, als receptionist
- 2005: Prune Becker, als Anne
- 2005-2006: La crim', als Lefèvre
- 2006: Léa Parker, als Ariana Straten
- 2006: David Nolande, als jong meisje
- 2007: Joséphine ange gardien, als Estelle Duval
- 2008: État de manque, als Elsa
- 2008: Julie Lescaut, als Coralie
- 2008: Paris enquêtes criminelles, als Catherine
- 2008: Femmes de loi, als mevrouw Gauthier
- 2008: Les tricheurs, als Monica Casagrande
- 2008: Duval et Moretti, als Judge Clément
- 2008: Scalp, als Hélène
- 2009: Les corbeaux, als Nathalie
- 2009: La vie est à nous, als Carole
- 2009: Ligne de feu, als Laura Van Bommel
- 2009-2010: Mes amis, mes amours, mes emmerdes, als Nathalie
- 2009-2010: R.I.S, police scientifique, als Laura Manès
- 2010-2013: Maison Close, als Véra
- 2011: Tout le monde descend, als Nadège Blancourt
- 2012: Clash, als Béatrice Diop
- 2013: Profilage, als Alexandra Gilardi
- 2013: Fais pas ci, fais pas ça, als Isabelle
- 2013: Chérif, als Nathalie Plessard
- 2014-2017: Marjorie, als Marjorie
- 2015: Chefs, als Delphine
- 2020: Peur sur le lac, als Manon Carrère
- 2020: Mention particulière: Bienvenue dans l'âge adulte, als Nathalie
- 2020: Bullit & Riper, als Juge Woodpecker (stemrol)
- 2020-2021: 3615 Monique, als Monique Masnel
- 2021: Meurtres à..., als Fiona
- 2022: Syndrome E, als Dr. Florence Bordier
- 2023: Crimes parfaits, als Aurélie Lelievre
- 2023: Alex Hugo, als Mathilde Laurent
- 2023-2024: The Walking Dead: Daryl Dixon, als Marion Genet
- 2024: L'Éclipse, als Manue Vitali